# Vjekoslav Luburić
Vjekoslav Luburić (Humac, 1914. március 6. – Carcaixent, 1969. április 20.) horvát usztasa tisztviselő volt, aki a második világháború nagy részében a Független Horvát Államban (NDH) a koncentrációs táborok rendszerét vezette. Luburić személyesen felügyelte és állt élére a szerbek, zsidók és romák elleni korabeli népirtásnak az NDH-ban.
Luburić 1931-ben csatlakozott Ante Pavelić Usztasa mozgalmához, a következő évben elhagyta Jugoszláviát és áttelepült Magyarországra. A tengelyhatalmak jugoszláviai támadását és az NDH megalakulását követően Pavelićcsal az élén Luburić visszatért a Balkánra. 1941 júniusának végén Luburićot Lika vidékére küldték, ahol a szerbek lemészárlását felügyelte, amely gyilkosságok a szerb felkelés okaként szolgáltak. Ez idő tájt nevezték ki az Usztasa Felügyeleti Szolgálati Osztálya III. irodájának vezetőjévé, amelynek feladata az NDH szerteágazó koncentrációs táborhálózatának felügyelete volt. Ezek közül a legnagyobb Jasenovaci koncentrációs tábor volt, ahol a becslések szerint 100 000 embert öltek meg a háború során. 1942 végén Luburićot kinevezték a horvát honvédség 9. gyalogezredének parancsnokává, de miután lelőtte egyik beosztottját megfosztották parancsnoki rangjától. Német nyomásra házi őrizetbe helyezték, ám de facto megtartotta az usztasa koncentrációs táborok irányítását. 1944 augusztusában vezető szerepet játszott a Lorković–Vokić-összeesküvés leleplezésében, amelynek célja Pavelić megbuktatása és a kormány leváltása volt. 1945 februárjában Pavelić Luburićot Szarajevóba küldte, ahol a következő két hónapban több száz ismert és feltételezett kommunista kínzását és meggyilkolását felügyelte. Luburić április elején repült vissza Zágrábba, és tábornoki rangot kapott.
Amikor az NDH 1945 májusában összeomlott, és területét visszaintegrálták Jugoszláviába. Luburić ott maradt, hogy gerillahadjáratot folytasson a kommunisták ellen, amelynek során súlyosan megsebesült. 1949-ben Spanyolországba emigrált, és az usztasa emigráns körökben tevékenykedett. 1955-ben szakított Pavelićcsal, amiért az utóbbi azt hangoztatta, hogy támogatja Bosznia-Hercegovina jövőbeni felosztását Nagy-Horvátország és Nagy-Szerbia között, és megalakította a Horvát Nemzeti Ellenállás néven ismert rivális horvát nacionalista szervezetet. A nézeteltérés nagy kölcsönös viszályt váltott ki a két férfi között, és amikor Pavelić 1959-ben meghalt, Luburićnak megtiltották, hogy részt vegyen a temetésén. 1969 áprilisában Luburićot meggyilkolva találták otthonában, melyet vélhetően a jugoszláv titkosrendőrség vagy a horvát emigráns közösség soraiban található riválisai hajtottak végre.

## Élete és pályafutása
Vjekoslav Luburić egy hercegovinai horvát családban született a Ljubuški melletti Humac faluban 1914. március 6-án. Apja Ljubomir Luburić banktisztviselő, anyja Marija Soldo háztartásbeli volt. A pár harmadik gyermekeként jött a világra. Egy fiú (Dragutin), valamint két lánytestvére (Mira és Olga) született. A család jámbor és gyakorló római katolikus volt. 1918 decemberében apját dohánycsempészés közben egy rendőr lelőtte, és a vérveszteségbe belehalt. Cathie Carmichael történész azt írja, hogy apja halálát követően Luburić már „utálta és gyűlölte a szerbeket és a szerb monarchiát”. Nem sokkal ezután Luburić nővére, Olga miután anyja megtiltotta neki, hogy egy muszlimhoz menjen feleségül öngyilkosságot követett el, amikor beleugrott a Trebižat folyóba. Luburić apja és nővére halálát követően édesanyja egy dohánygyárban talált munkát, hogy ellássa megmaradt gyermekeit. Hamarosan hozzáment egy Jozo Tambić nevű férfihoz, akitől még három gyermeke született. Luburić féltestvérei, akik anyja második házasságából születtek, a Zora, Nada és Tomislav nevet kapták.
Luburić általános iskolai tanulmányait Ljubuškiban végezte, majd Mostarba költözött, hogy középiskolába járjon. Ott kezdett kapcsolatba kerülni horvát nacionalista fiatalokkal. Egyre agresszívabb lett tanáraival és társaival szemben, és gyakran kerülte az iskolát.
Első találkozása a bűnüldöző szervekkel 1929. szeptember 7-én történt, amikor csavargás miatt letartóztatták, és a mostari bíróság két nap börtönbüntetésre ítélte. Luburić a felsőbb években abbahagyta a középiskolát, hogy a mostari tőzsdén dolgozzon. 1931-ben csatlakozott az Usztasa nevű horvát fasiszta és ultranacionalista mozgalomhoz, amely Jugoszlávia elpusztítása és Nagy-Horvátország megalapítása mellett kötelezte el magát. Ugyanebben az évben a tőzsdéhez tartozó pénzeszközök elsikkasztása miatt letartóztatták. Luburićot december 5-én sikkasztás miatt öt hónap börtönbüntetésre ítélték. Nem sokkal ezután megszökött a fogságból, és mielőtt elfogták egészen az albán–jugoszláv határig jutott. Kiszabadulása után Észak-Horvátországba, majd Szabadkára költözött, ahol titokban átlépte a magyar-jugoszláv határt. Először Budapesten találkozott a horvát emigráns közösséggel, majd átköltözött a jankapusztai usztasa kiképzőtáborba. A jugoszláv határ közelében elhelyezkedő Jankapuszta egyike volt a Magyarországon és Olaszországban létesített usztasa kiképzőtáboroknak, amelyek kormányai rokonszenveztek voltak az Usztasa mozgalom ügyével, és területi követeléseik voltak Jugoszláviával szemben. Több száz horvát emigráns lakott ezekben a táborokban, akik többségében Nyugat-Európából és Észak-Amerikából hazatérő fizikai munkások voltak. Az újoncok hűségesküt tettek az Usztasa vezetőjének, Ante Pavelićnek, részt vettek a kiképző gyakorlatokon, és szerbellenes propagandaanyagokat készítettek. Luburić Jankapusztán kapta a Maks becenevet, amelyet élete hátralévő részében használt.
1934 októberében I. Sándor jugoszláv királyt marseille-i hivatalos látogatása során meggyilkolták. A gyilkosságot a Macedón Forradalmi Szervezet és az Usztasa közösen szervezte és hajtotta végre. A merényletet követően a Magyarországon tartózkodó usztasák többségét, Luburić és mások kivételével, a magyar kormány kitiltotta az országból. Luburić rövid ideig a közeli Nagykanizsán lakott, ahol egy helyi nő egy rövid szerelmi kapcsolat után fiút szült neki.

## A második világháború

### A Független Horvát Állam kikiáltása

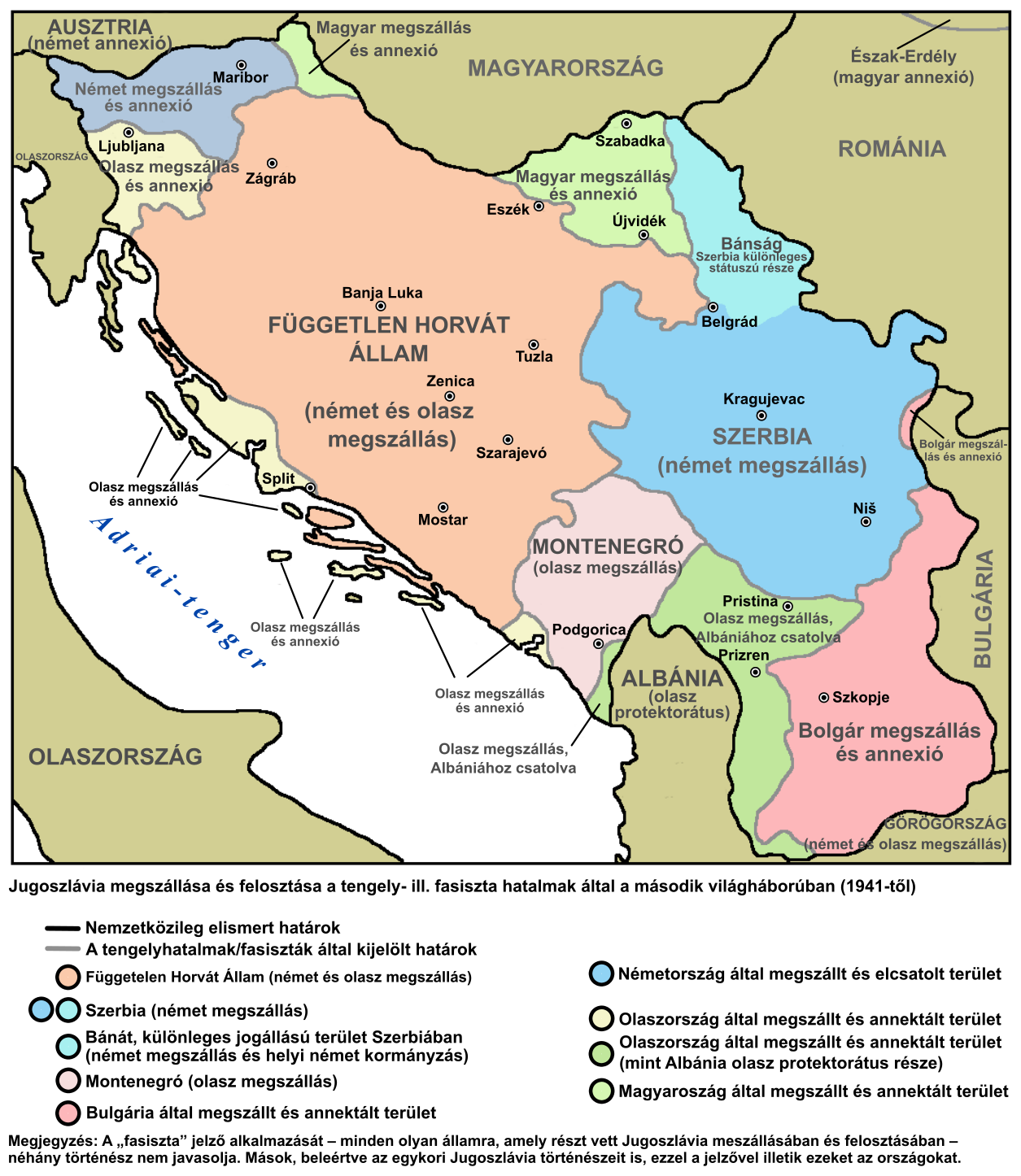
Jugoszlávia felosztása 1941-ben, benne narancs színnel a Független Horvát Állam

A Németország és Ausztria közötti 1938-as Anschluss után Jugoszlávia északnyugati határa közös lett a Harmadik Birodalommal, és ahogy szomszédai a tengelyhatalmakhoz csatlakoztak egyre nagyobb nyomás nehezedett rá. 1939 áprilisában Olaszország második határt nyitott Jugoszláviával, amikor megszállta és elfoglalta a szomszédos Albániát. A második világháború kitörését követően a jugoszláv kormány kinyilvánította semlegességét. 1940 szeptembere és novembere között Magyarország és Románia csatlakozott a háromhatalmi egyezményhez, Olaszország pedig megtámadta Görögországot. Jugoszláviát ekkorra már szinte teljesen körülvették a tengelyhatalmak és csatlósaik, a háborúval szembeni semleges álláspontja pedig egyre inkább tarthatatlanabbá vált. 1941. február végén Bulgária csatlakozott a paktumhoz. Másnap a német csapatok Romániából bevonultak Bulgáriába, lezárva a Jugoszlávia körüli gyűrűt. A német diktátor, Adolf Hitler, hogy biztosítsa déli szárnyát a Szovjetunió elleni közelgő támadáshoz, komoly nyomást helyezett Jugoszláviára, hogy csatlakozzon a tengelyhez. 1941. március 25-én némi késlekedés után a jugoszláv kormány feltételesen aláírta a paktumot. Két nappal később egy csoport nyugatbarát, szerb nacionalista, a Jugoszláv Királyi Légierő tisztjei vértelen államcsínnyel menesztette az ország régensét, Pál herceget és tizenéves unokaöccsét, Pétert ültették a trónra, hatalomra juttatva a „nemzeti egység kormányát”, amelyet a Jugoszláv Királyi Légierő vezetője, Dušan Simović tábornok vezetett. A puccs feldühítette Hitlert, aki azonnal elrendelte az ország megszállását, amely 1941. április 6-án kezdődött.
Április 10-én Slavko Kvaternik, az osztrák-magyar hadsereg egykori tisztje, az Usztasa mozgalom legrangosabb Horvátországban tartózkodó tagja a rádión keresztül bejelentette a Független Horvát Állam (horvátul: Nezavisna Država Hrvatska; rövidítve: NDH) létrejöttét. Pavelić április 15-én érkezett Zágrábba, és miután biztosította a németeket, hogy az NDH lojális lesz a tengely ügyéhez az NDH vezetőjének (horvátul Poglavnik) kiáltotta ki magát. A több mint húszéves szerb hegemóniától kiábrándult horvátok többsége lelkesen üdvözölte az NDH létrehozását. A tengelyhatalmak jugoszláviai inváziója az Usztasát egy kicsi és viszonylag jelentéktelen horvát nacionalista szervezetből szinte egyik napról a másikra a legerősebb népi mozgalommá változtatta. A németek kezdetben a Horvát Parasztpárt vezetőjét, Vladimir Mačeket akarták a horvát bábkormány fejévé tenni, de Maček demokratikus elveire és szilárd meggyőződésére hivatkozva, hogy a tengelyhatalmak nem nyerik meg a háborút, a felkérést visszautasította. Az NDH német és olasz befolyási területekre oszlott. Az olasz befolyási területet három hadműveleti zónára osztották. Az I. zónát, amely Zára (Zadar), Šibenik, Trogir és Split városait körülvevő tengerparti és szigeti területekből állt, közvetlenül Olaszországhoz csatolták. A II. zóna, mely felölelte Dalmácia és a Dalmát hátország nagy részét közvetlenül az NDH uralma alá került. A III. zóna, amelyet szintén az NDH kapott meg, egészen Nyugat- és Közép-Boszniáig, Kelet-Bosznia egy részéig és egész Hercegovináig terjedt.
Április 17-én az Usztasa megalkotta a nép és állam védelmének jogi kereteit, a koncentrációs táborok létrehozását és a foglyok tömeges kivégzését legitimáló törvényt. Az usztasák számára a zsidókérdés csak másodlagos volt. Legfőbb céljuk az volt, hogy az NDH-t megszabadítsák az 1,9 milliós szerb lakosságtól, akik a megszülető bábállam teljes lakosságának mintegy 30%-át tették ki. Az Usztasa magas rangú tisztviselői nyíltan kijelentették, hogy az NDH-ban élő szerbek egyharmadát meg akarják ölni, egyharmadukat kiutasítani, egyharmadukat pedig római katolikus hitre téríteni. Az Usztasa mozgalom sérelmei a két háború közötti időszakban a szerbek által uralt Jugoszláviában a horvátokat ért igazságtalanságok körül összpontosultak. Vezető tisztségviselői öt horvát parlamenti képviselő 1928 júniusi meggyilkolására, Milan Šufflay horvát nacionalista antropológus és történész 1931-es brutális agyonverésére, a Velebit-felkelés 1932-es leverésére, és a Horvát Parasztpárt alelnökének, Josip Predavecnek a meggyilkolására hivatkoztak. Sérelmezték továbbá több tucat horvát politikai személyiség letartóztatását és 1933-as bebörtönzését.

### Kezdeti tisztogató műveletek

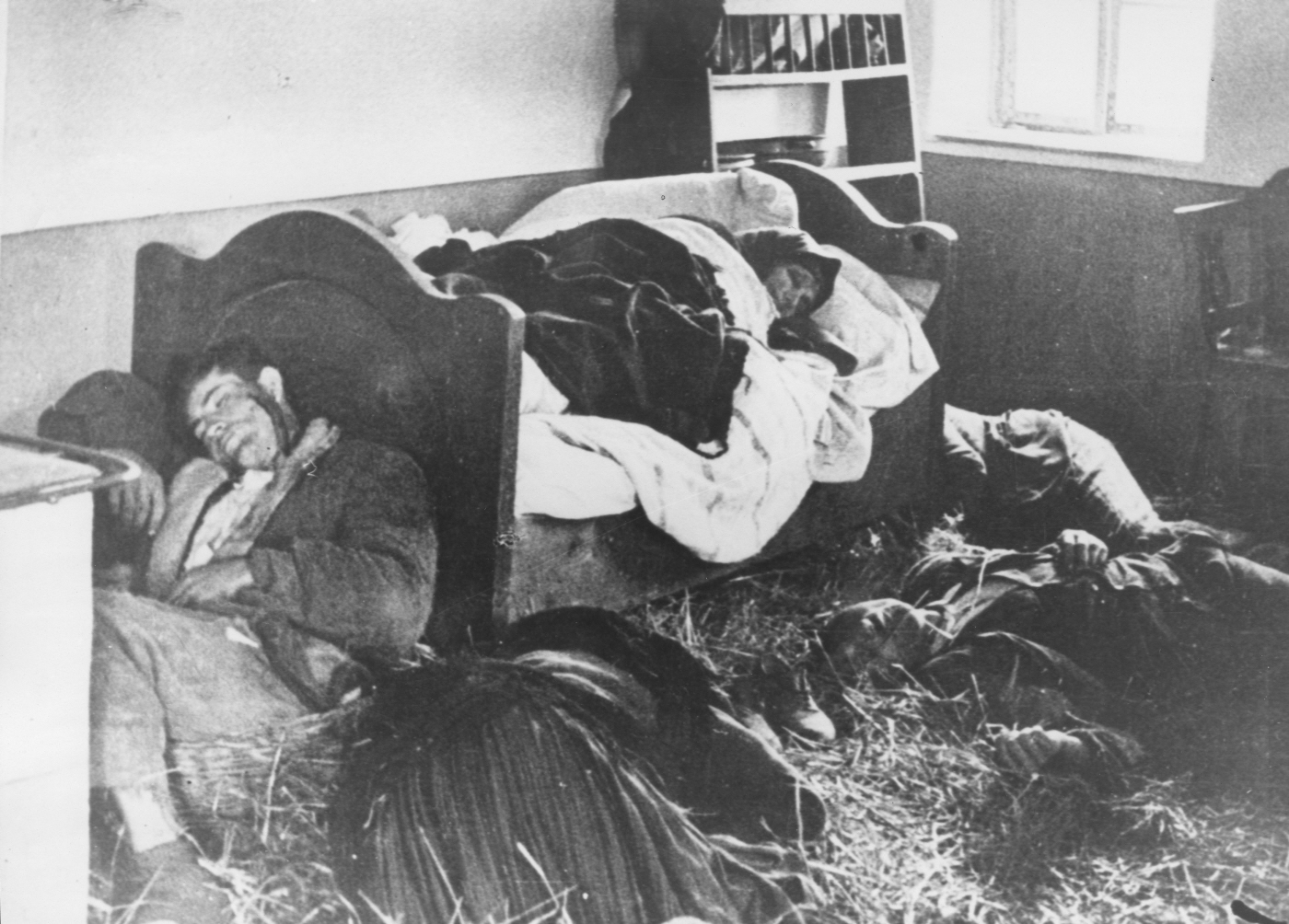
Az usztasák által otthonában meggyilkolt szerb család

Luburić 1941 áprilisának elején Góla település közelében illegálisan lépte át a jugoszláv határt. Április közepén Zágrábba érkezett, ahol rögtön kinevezték a Fő Ustaša Központ (horvátul: Glavni ustaški stan; GUS) gazdasági tisztviselőjének, az Usztasa vezető testületébe, és Vjekoslav Servatzy usztasa parancsnok adjutánsául. Május 6-án a Szluin melletti Veljun faluba küldték, hogy megtorlásul egy horvát családnak a szomszédos Blagajban előző este történt meggyilkolása miatt a 400 szerb férfi lakosát büntesse meg. Bár az elkövetők kiléte mindvégig rejtély maradt, az usztasák bejelentették, hogy a gyilkosságért a veljuni szerbek a felelősek, és úgy döntöttek, hogy a falu férfi lakosait kollektíven meg kell büntetni. Luburićnak összesen ötven férfi állt a rendelkezésére, köztük sok régi usztasa, akik az 1930-as években éltek számüzetésben Olaszországban. Május 9-én este Blagajra hozták a veljuni szerb férfiakat, akiket a helyi általános iskola hátsó udvarában késekkel és tompa tárgyakkal öltek meg. A gyilkosságok egész éjjel tartottak. Másnap reggel Luburićot véresen látták kijönni az iskolából, amint egy kútnál kezet és ingujjat mosott.
Június végén a Lika régióban található Gornja Suvaja és Donja Suvaja falvakon áthaladó usztasa tisztviselők arról számoltak be, hogy rájuk lőttek, ami arra késztette a regionális hatóságokat, hogy a falvak ellen „tisztogatási” akciót rendeljenek el. Július 1-jén reggel Luburić egy csoport usztasát vezetett be a két faluba. Max Bergholz történész azt írja, hogy akár 300 usztasa is részt vehetett a hadműveletben. Az újságíró és a holokauszt-túlélő, Slavko Goldstein szerint Luburićnak a horvát honvédség 250 tagja mellett az usztasa segéderő mintegy 150 tagja állt a rendelkezésére. Gornja és Donja Suvaja lakói közül sokan a falu határába menekültek, mielőtt az usztasák megérkeztek. Női rokonaikat azonban hátrahagyták, nemi erőszaknak és szexuális csonkításoknak kitéve őket. A mészárlás körülbelül két órán át tartott; az usztasák áldozataik megölésében elsősorban késeket és husángokat használtak. Legalább 173 falusi lakost, többségükben nőket, gyerekeket és időseket öltek meg.
Július 2-án 130–150 usztasa támadta meg a közeli Osredci falut. A falu lakóinak többsége miután hallott arról, hogy mi történt Gornja Suvajában és Donja Suvajában előző nap a mészárlás elől elmenekült. A következő két nap során az usztasák a falu mintegy harminc lakosát mészárolták le, főként időseket és betegeket, akik képtelenek voltak a többiekkel együtt elmenekülni. Ezzel egy időben Luburić és beosztottai lemészárolták a közeli Bubanj falu lakóit is. Saját belső dokumentumaik szerint az Bubanjban 152 szerb civilt öltek meg, húsz otthont pedig felgyújtottak. Egyes háztartásokban egyetlen ember sem maradt életben. A túlélők beszámolói szerint a halálos áldozatok száma körülbelül 270 volt. Július 3-án Luburić egyik egysége őrizetbe vette Nebljusi falu 53 lakosát, köztük tíz 12 év alatti gyereket. Őket lovas kocsin szállították a közeli Boričevac faluba, ahol laktanya és karsztgödör volt. Nebljusi lakosait tizenkét felnőtt férfival együtt, akiket korábban tartóztattak le estig a laktanyában tartották fogva. Aznap este nyolcfős csoportokban a karsztgödörhöz hajtották, ahol a mélybe taszították őket. Az áldozatok közül kettőnek sikerült túlélnie a megpróbáltatást. Július végéig az usztasák legalább 1800 szerbet öltek meg Likában és környékén.
Az NDH szerb lakossága elleni usztasa atrocitások szerbek ezreit késztették arra, hogy csatlakozzanak Josip Broz Tito partizánjaihoz és Draža Mihailović csetnikjeihez. A likai mészárlások különösen a július 27-én kezdődött szerb felkelés kiváltó okaként szolgáltak. A lázadás a II. és III. zóna olasz katonai megszállásához vezetett. „Luburić és felettesei tévesen számítottak arra, hogy az ártatlan lakosság brutális meggyilkolása megsemmisít minden ellenállást az „etnikailag tiszta terület” létrehozására irányuló tervükkel szemben” – jegyezte meg Goldstein. „Cselekedetük... teljesen ellentétes hatást váltott ki.” 1941. július közepén Luburićot azzal bízták meg, hogy vigyen vissza több tucat, a kerestineci táborból megszökött rabot. Az akcióban szinte az összes szökevényt elfogták vagy megölték, de több usztasa is életét vesztette.

## Az Usztasa Felügyeleti Szolgálatban

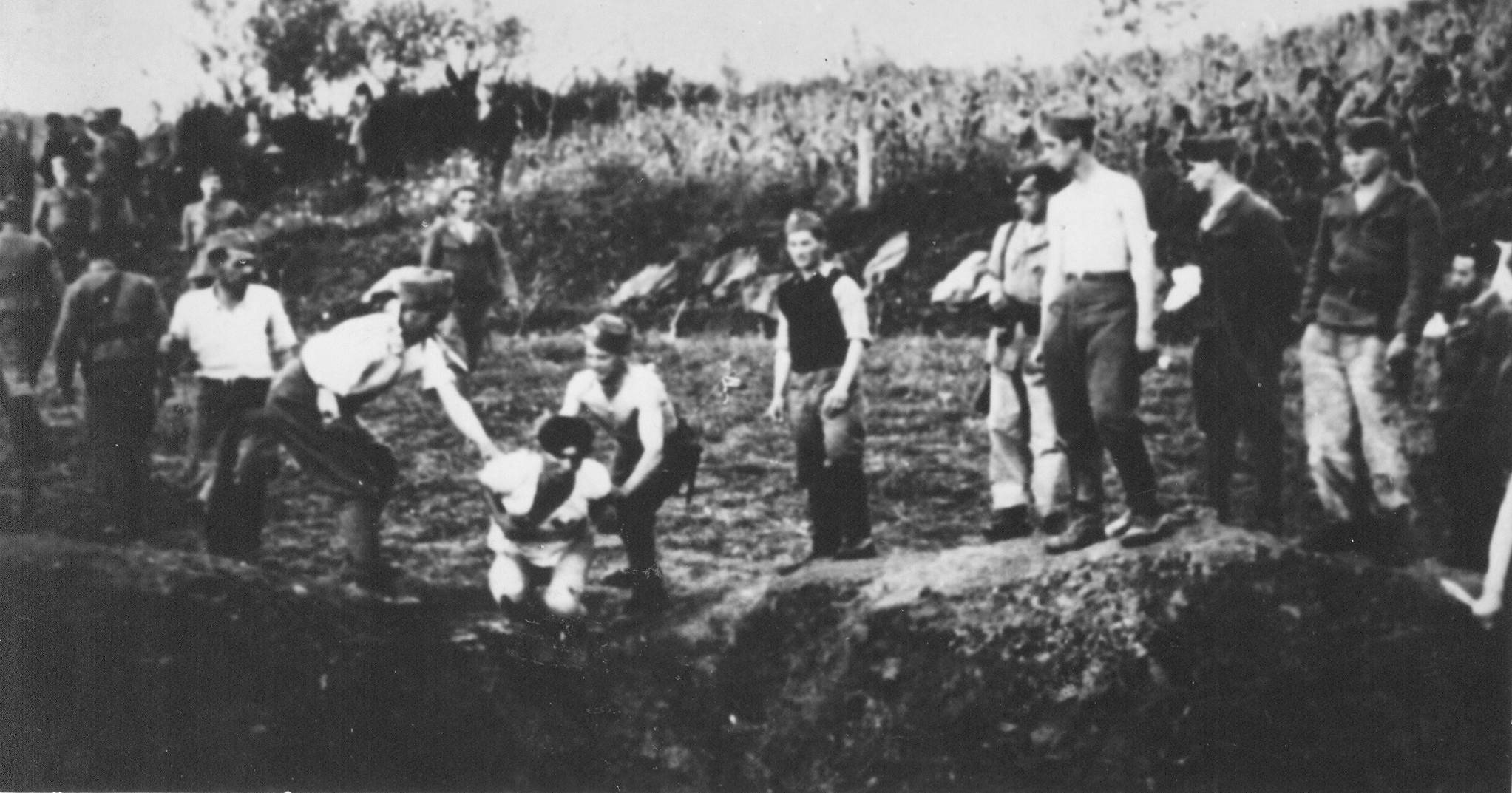
Kivégzés a jasenovaci koncentrációs táborban

Az NDH biztonsági szerveit két ügynökség alkotta, a Biztonsági és Közrendi Igazgatóság (horvátul: Ravnateljstvo za javni red i siguretno; RAVSIGUR) és az Ustaše Felügyeleti Szolgálat (horvátul: Ustaška nadzorna služba; UNS). A RAVSIGUR-t és az UNS-t egyaránt Slavko Kvaternik fia, Dido vezette. A RAVSIGUR-t 1941. május 4-én az UNS-t pedig augusztusban hozták létre. Ez utóbbi három irodára oszlott: Bureau I, Bureau III és Bureau IV. A III. Iroda az NDH koncentrációs táborainak igazgatását kapta, melyből összesen körülbelül 30 volt az ország területén. Korábban, 1941 áprilisától augusztusáig a RAVSIGUR volt a felelős a táborok igazgatásáért. A háború nagy részében a III. Irodát Luburić vezette. Siegfried Kasche, az NDH-ba akkreditált német nagykövete szerint Luburić már száműzetése alatt megtervezte koncentrációs táborok hálózatát. 
1941 májusában Kvaternik elrendelte két fogolytábor építését Krapje (Jasenovac I) és Bročice (Jasenovac II) falvakban, amelyek a jasenovaci koncentrációs tábor első két altáborát képezték. Krapje és Bročice augusztus 23-án nyitotta meg kapuit. Ugyanezen a napon, a II. zóna olasz katonai megszállása miatt a III. Iroda elrendelte az NDH tengerparti területein található összes koncentrációs tábor felszámolását. A jasenovaci koncentrációs táborrendszer működésének első hónapjaiban Luburić ritkán rendelt el tömeges kivégzéseket felettesei beleegyezése nélkül. Ante Moškov, usztasa vezető tisztviselő megjegyezte: „Jobban szerette a Poglavnikot, mint még saját anyját és testvéreit, és a hűség, valamint az iránta való engedelmesség jelentette életének értelmét.” Luburić hűsége és odaadása végül kifizetődött, és a háború előrehaladtával Pavelić belső körének megbízható tagja lett. 1941 szeptemberének végén az NDH kormánya Luburićot a Harmadik Birodalomba küldte, hogy tanulmányozza a koncentrációs táborok német létrehozási és fenntartási módszereit. Luburić körútja a táborokban tíz napig tartott. Később az usztasa táborokat Oranienburg és Sachsenhausen mintájára alakították ki. A jasenovaci táborrendszer egy többnyire szerbek lakta területen volt. Luburić utasítására 1941 szeptembere és októbere között a két altábor közelében lévő összes szerb falut lerombolták, lakóikat összeszedték, és Krapjébe és Bročicébe deportálták. 1941. november 14. és 16. között Krapjét és Bročicét felszámolták. A cselekvőképes foglyokat arra kényszerítették, hogy építsenek egy harmadik altábort, a Jasenovac III-at, amely Téglagyár (horvátul: Ciglana) néven vált ismertté. A betegeket és a munkaképteleneket vagy megölték, vagy az elhagyott táborhelyeken hagyták meghalni. A felszámolásuk után Krapje és Bročice 3-4000 fogva tartottja közül csak 1500-an élték meg a Téglagyár tábor elkészültét.

### Jasenovac IV. és V.

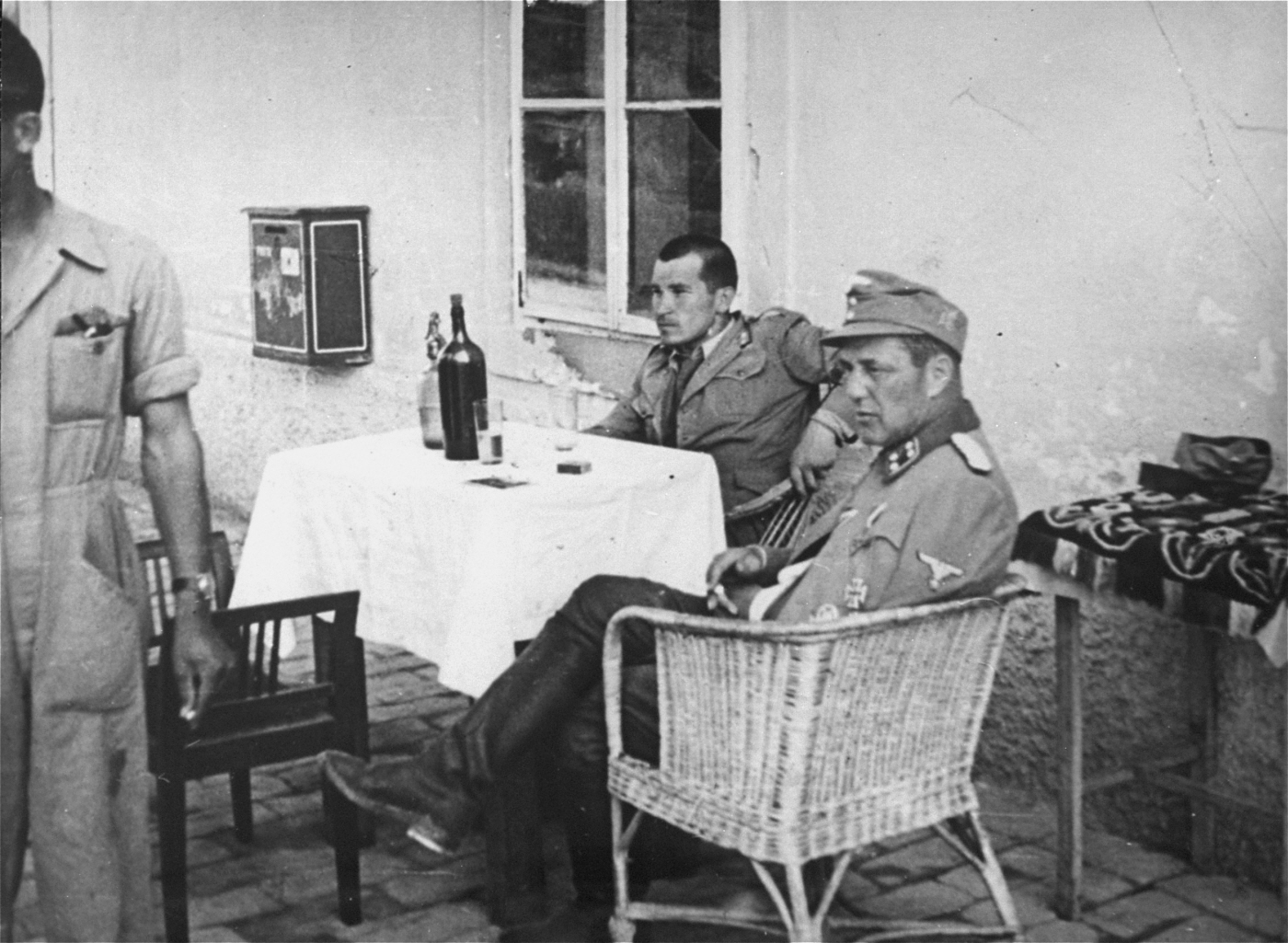
Luburić (hátul) egy német tiszttel 1942-ben az ógradiskai táborban

A Németországban összegyűjtött információkkal felvértezve Luburić hatékonyabban tudta megszervezni a Téglagyárat, mint Krapjét és Bročicét. 1942 januárjában a III. Iroda elrendelte a Jasenovac IV, egy bőrgyártással foglalkozó altábor létrehozását, amely Bőrgyár (horvátul Kožara) néven vált ismertté. Az ötödik és egyben utolsó altábort, a Jasenovac V-öt nagyjából ugyanebben az időben hozták létre. Az Ógradiska (Stara Gradiška) melletti tábort férfi és női őrök felügyelték. Köztük volt Luburić féltestvére, Nada és Zora is. Előbbi nagymértékben részt vett az ógradiskai kínzásokban és kivégzésekben. Közben feleségül ment Dinko Šakićhoz. A háború alatt Šakić Ógradiska parancsnokhelyettese, majd később a Téglagyár parancsnoka lett. Luburić az unokatestvérét, Ljubo Miloš-t is beszervezte. Miloš a Téglagyár munkaszolgálati parancsnokaként szolgált. Luburićhoz hasonlóan, aki húszas évei végén járt, amikor kinevezték a III. Iroda élére a jasenovaci táborrendszer igazgatásával megbízott usztasák többsége rendkívül fiatal volt. 1941-ben Šakić 20, Miloš pedig 22 éves volt.
A jasenovaci táborrendszert több mint 1500 usztasa őrizte. A Téglagyár, a Bőrgyár és Ógradiska 7000 fogoly befogadására volt képes, bár a fogvatartottak száma soha nem haladta meg a 4000-et. Luburić havonta kétszer-háromszor meglátogatta a jasenovaci táborrendszert. Ragaszkodott ahhoz, hogy minden egyes látogatása alkalmával személyesen öljön meg legalább egy rabot. Luburić szívesen gúnyolta a foglyokat kivégzésük időpontja és módja miatt. „Azzal szórakoztatta magát, hogy revolverét a foglyok feje elé tartotta" – írja Jasper Godwin Ridley, Tito életrajzírója. „Néha meghúzta a ravaszt, néha nem.” Luburić kegyetlensége a többi usztasatáborra is kiterjedt. Az egyik esetben, hogy felgyorsítsa a betegség terjedését a foglyok között szándékosan több száz tífuszos rabot küldött Ógradiškából Diakovárra, „Luburić olyan légkört teremtett” – emlékezett Miloš – „ hogy minden Ustaša úgy érezte, hogy meg kell ölnie egy foglyot, mert azt hitte, hogy ez hazaszeretet jele.” Miután sikertelenül kísérletezett a gázszállító furgonokkal, Luburić elrendelte, hogy Ógradiskában építsenek egy gázkamrát, amely kén-dioxid és Zyklon B kombinációját használta. A gázkamra rosszul volt megépítve, így ezt a gyilkossági módszert három hónap után felhagyták. A háború folyamán a német táborokkal ellentétben a legtöbb rabot késsel vagy tompa tárgyakkal ölték meg.
1942 elején a Vöröskereszt küldöttségének látogatására számítva a jasenovaci körülmények valamelyest javultak. Az egészségesebb fogvatartottak, akiket új ágyakkal és ágyneművel láttak el, beszélhettek a küldöttséggel, a betegeket és a lesoványodottakat pedig megölték. A küldöttség távozása után a tábor körülményei visszaálltak a korábbi állapotukba. Valahányszor a Jasenovacon fogvatartottak családja tájékoztatást kért tőle, Luburić kétértelmű maradt. Amikor egy Dragutin Rosenberg nevű horvát zsidó közalkalmazott megpróbálta rávenni, hogy engedje meg, hogy Jasenovacba névre szólóan szállítsák az élelmiszert és a ruhákat, Luburić csak a tömeges küldeményekbe egyezett bele, nehogy felfedje, mely fogvatartottak élnek még. Luburić a kenőpénzekre is immunisnak bizonyult, amint azt Julius Schmidlin, a Vöröskereszt képviselőjének esete is jól példázza, aki megpróbálta megvesztegetni Luburićot, hogy humánusabban bánjon a jasenovaci foglyokkal, de dühösen visszautasították. Ráadásul Luburić nem tűrte a táborlakóktól lefoglalt javak helytelen kezelését, amit jól példáz az úgynevezett aranyügyre adott válasza, amely során rajtakapták a tábori őröket, akik elkobzott ékszereket próbáltak kicsempészni Jasenovacból. Luburić elrendelte a tettesek megölését. A meggyilkoltak között volt Luburić helyettesének, Ivica Matkovićnak a testvére is, akit agyonvertek.

## A Kozara-hadművelet

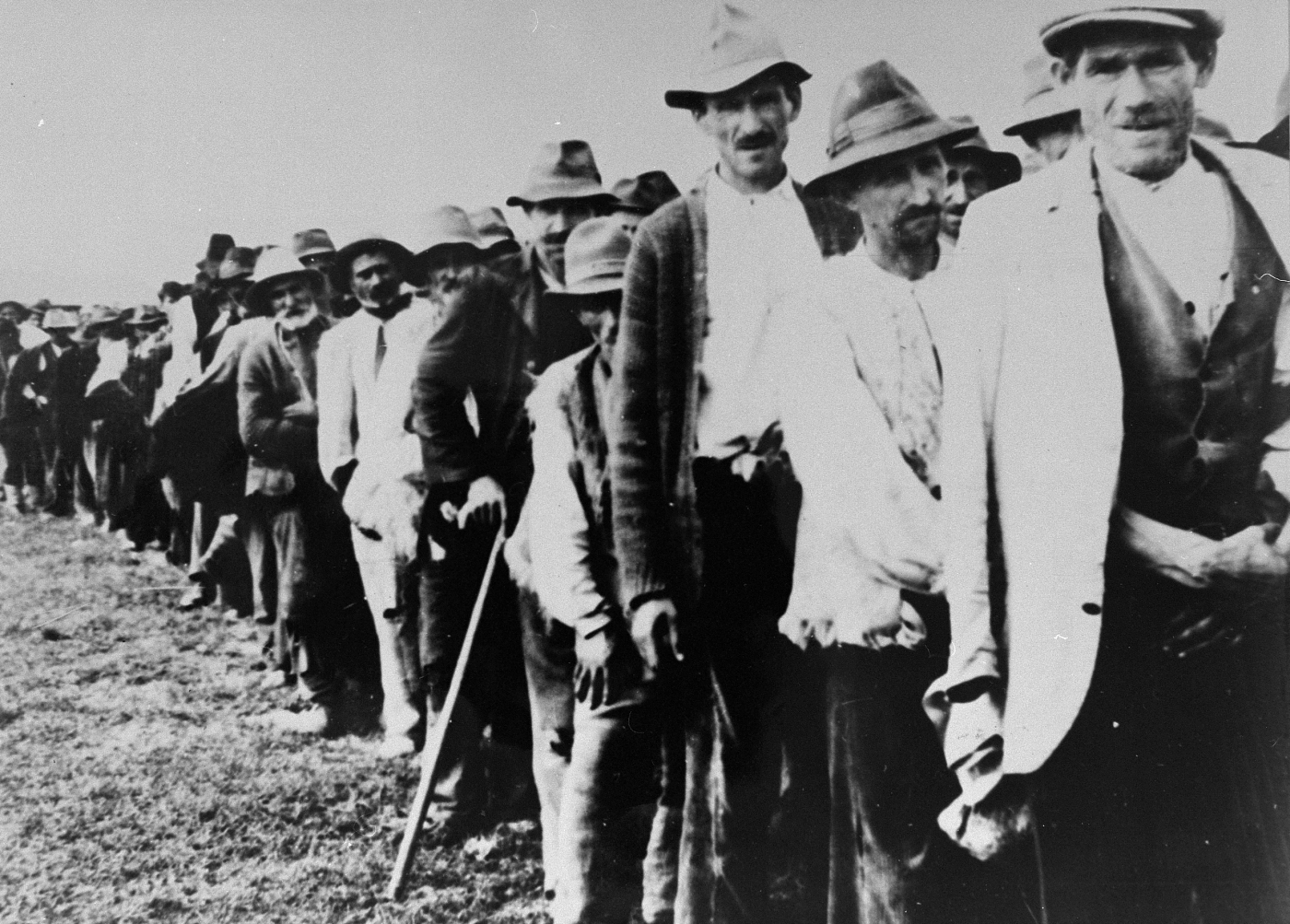
A Kozarából deportált szerb és roma férfiak útban a tábor felé

1941. december 21-én az usztasa egységek Luburić, Rukavina és Moškov parancsnoksága alatt bevonultak a Bosanski Petrovac közelében fekvő Prkosba. Luburić kijelentette: „Mindenkit az utolsó emberig meg kell ölnünk Prkosban és minden falujukban, még a gyerekeket is.” Az Usztasa több mint 400 szerb civilt, főként nőket, gyerekeket és időseket gyűjtött össze. Nem sokkal ezután egy közeli erdőbe vezették, és megölték őket. 1942. január 14-én Luburić egy csoport usztasát az észak-boszniai Draksenić faluba vezetett, és elrendelte lakóinak meggyilkolását. Az ezt követő mészárlásban több mint 200 falusi vesztette életét, főként nők, gyerekek és idősek. 1942 közepén az Állami Hírszerző és Propaganda Iroda (horvátul Državni poštejni i promičbeni ured; DIPU) szigorú figyelmeztetést adott az NDH összes újságának megtiltva nekik, hogy tudósítsanak Luburićról, a III. Irodáról és az NDH központok úgynevezett "kollekciójáról”. A DIPU figyelmeztetése ellenére Luburić szerepelt egy 1942-es, Őrség a Drinán (horvátul: Straža na Drini, németül: Wacht an der Drina) című propaganda-rövidfilmben.
1942 júniusában a Wehrmacht, a katonaság és az usztasa milícia megindította a Kozara-offenzívát, amelynek célja az északnyugat-boszniai Kozara-hegység körüli partizánalakulatok felszámolása volt, ami veszélyeztette Németország hozzáférését a Belgrád–Zágráb-vasútvonalhoz. Bár a partizánok megalázó vereséget szenvedtek, mégis a terület polgári lakossága viselte az offenzíva súlyát. 1942. június 10. és július 30. között a Kozara-hegy környékén élő 60 000, többségében szerb civilt összegyűjtötték és koncentrációs táborokba vitték őket. A Kozara az utolsó férfiig tisztázva van” – írta Edmund Glaise-Horstenau, a Wehrmacht meghatalmazott tábornoka – „és hasonlóképpen az utolsó nőig és az utolsó gyermekig is.

Kozara elnéptelenedését követően Luburić egy éves „adó” létrehozását képzelte el, amelynek értelmében a szerb fiúkat elvennék a családjuktól, kényszerítenék, hogy lemondjanak szerb nemzeti identitásukról, és bekerüljenek az usztasák közé. 1942 végén „örökbe fogadott” 450 fiút, akiket a Kozara-hegy körüli harcok során telepítettek ki. A fekete usztasa egyenruhába öltöztette és „kis janicsároknak” nevezte a fiúkat, utalva az Oszmán Birodalom devsirme rendszerére, amelynek során több tízezer fiút vittek el keresztény családokból a Balkánon, és sorozták be az oszmán hadseregbe. Luburić „janicsárjai” minden reggel arra kényszerültek, hogy katonai gyakorlatokon vegyenek részt és mondják el a Miatyánkot.

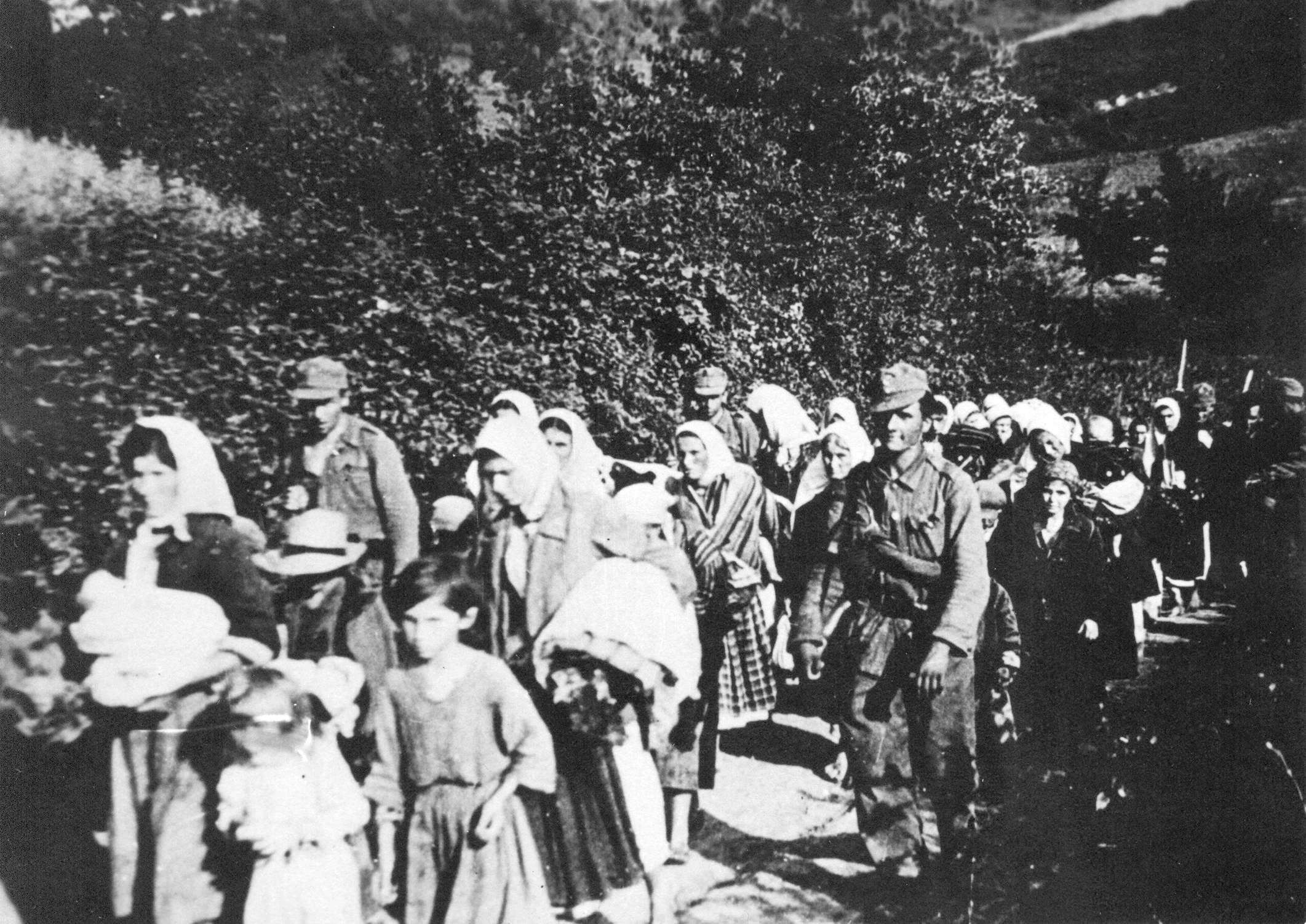
Usztasák szerb nőket és gyermekeket deportálnak a Kozara-hadművelet után

 A kísérlet kudarcot vallott, mert a fiúk többsége megtagadta, hogy usztasa legyen. A legtöbben később alultápláltságban, vérhasban és más betegségekben haltak meg. A kozarai offenzíva után az usztasák által elrabolt gyermekek százait a zágrábi Vöröskereszt Diana Budisavljević vezette önkénteseinek csoportja mentette meg. Naplójában Budisavljević felidézte a Luburićcsal történt találkozását, amelyben az utóbbi megfenyegetette őt és kollégáit, mert „csak a szerb gyerekekkel törődnek”, miközben az NDH-ban horvát és bosnyák muszlim gyerekek is szenvedtek. Budisavljević szerint Luburić azzal fenyegette őt és kollégáit, hogy letartóztatják, és vészjóslóan figyelmeztetett, hogy „senki sem fogja tudni, hogy mi történt velük vagy hogy hol vannak”.

### Házi őrizet és a Lorković–Vokić-összeesküvés leleplezése
1942 augusztusában Luburićot őrnagyi (bojnik) rangra emelték. Edmund Glaise-Horstenau panaszkodott Pavelićnek, hogy Luburić beavatkozik a német hadműveletekbe. A németek nem bíztak Luburićban, egyik belső feljegyzésükben „neurotikus, kóros személyiségként” írták le. A németek megnyugtatása érdekében Pavelić áthelyezte Luburićot Travnikba. A horvát honvédség 9. gyalogezredének (horvátul: Deveta pješačka pukovnija) parancsnokává nevezte ki, amelynek célja az NDH határának biztosítása Kelet-Hercegovinában az olaszok által megszállt Montenegróval, ahol nagy volt a csetnik jelenlét.
Amikor a 9. gyalogezred Hercegovinába készült indulni, Luburić lelőtte az egyik parancsnoksága alatt álló honvédet. A gyilkosság olyan felháborodást váltott ki a hadsereg körében, hogy Luburićot azonnal megfosztották parancsnoki tisztségétől, amelyben Franjo Šimić ezredes követte. November végén a németek felszólítására Luburićot házi őrizetbe helyezték, amelyet édesanyjával és féltestvéreivel együtt egy zágrábi lakásban töltött. A jasenovaci táborkomplexum felügyeletével Luburić távollétében Stanko Šarcot bízták meg. Luburić helyettesét, Ivica Matkovićot Ivica Brkljačić váltotta. Luburić házi őrizetének feltételei nagyon enyhék voltak, és megengedték neki, hogy séta céljából elhagyja a lakását. A jasenovaci műveleteket annak ellenére, hogy hivatalosan leváltották de facto továbbra is Luburić irányította, 1942 végén például megszervezte Miroslav Filipović szabadon bocsátását, akit azért zártak be, mert atrocitások sorozatát követte el az észak-boszniai szerb lakosság ellen. Filipovićot ezt követően Ógradiska parancsnokává nevezték ki. Vlado Maček és felesége két hónapig Luburić és családja szomszédságában éltek. Maček szerint Luburić édesanyja sírva mondta el Maček feleségének, hogy megbánná, hogy megszülte Luburićot, ha kiderülne, hogy fia volt a felelős a pletykák szerint elkövetett atrocitásokért.
1942 végén az NDH-ban egyre fokozódó zavarodottság kezdte sérteni a délkelet-európai német érdekeket. A németek nyomást gyakoroltak Pavelićre, hogy az NDH-ban teremtsen stabilitást. Ennek érdekében arra biztatták, hogy állítsa le a szerbek elleni usztasa atrocitásokat. Válaszul az Usztasa megalapította az úgynevezett horvát ortodox egyházat, amelynek célja az NDH szerb lakosságának asszimilálása volt, akiket „az ortodox hitű horvátoknak” nevezett. Pavelić Slavko és Dido Kvaterniket szemelte ki bűnbaknak az NDH minden bajáért. Előbbit azért tette felelőssé, mert a hadsereg és az usztasa milícia nem tudta a partizánokat és a csetnikeket megállítani, az utóbbit pedig a szerbek lemészárlásáért, noha a szörnyűségeket Pavelić tudtával követték el. 1942 októberében az apa-fia párost Szlovákiába száműzték. 1943. január 21-én az UNS-t feloszlatták, és beolvadt a Biztonsági és Közrendi Főigazgatóságba (horvátul: Glavno dranještvo za javni red i siguretno; GRAVSIGUR), amely a RAVSIGUR helyett jött létre a hónap elején. Ezután a GRAVSIGUR vette át az NDH koncentrációs táborainak igazgatását.
A hivatalosan még mindig házi őrizetben lévő Luburić 1943 közepén a Lepoglava melletti Šumec faluba költözött. Németország veresége esetére Kurt Koppel Gestapo tiszttel együtt ekkortájt kezdett gerilla-hadműveleteket tervezni a partizánok ellen. Az NDH területén tevékenykedő partizánok száma tovább nőtt, az 1941-es mindössze 7000-ről 1942-ben 25 000-re, 1943 végén pedig 100 000 főt. 1943. szeptember 8-án az olaszok kapituláltak a szövetségesek előtt. Számtalan olasz egység adta meg magát a partizánoknak, akik leszerelték őket, így jelentős mennyiségű modern fegyverzethez jutottak. Luburić 1944 nagy részében háttérben maradt, de sorsa megváltozott, miután 1944 augusztusában napvilágra került a Lorković–Vokić-összeesküvés. Augusztus 30-án Luburić személyesen felügyelte Mladen Lorković és Ante Vokić miniszterek letartóztatását. Lorkovićot, a belügyminisztert és Vokićot, a védelmi minisztert azzal vádolták, hogy összeesküdtek Pavelić megbuktatására és egy szövetségespárti kormány felállítására. Letartóztatásukat követően Luburić feladata volt Lorković és Vokić, valamint más feltételezett összeesküvők kihallgatása. Az év októberében Luburićot ezredesi (pukovnik) rangra emelték. 1944 decemberében a horvát hadsereg egyesült az usztasa milíciával, azzal a céllal, hogy létrehozzák az egyesített horvát fegyveres erőket. December 7-én Luburić a náci kollaboráns Szerb Önkéntes Hadtest több mint harminc tagját szállíttatta le a zágrábi főpályaudvaron áthaladó vonatról, és elrendelte, hogy lőjék le őket. A szerb önkéntesek Pavelić engedélyével, mely biztosította, hogy zavartalanul áthaladhassanak Zágrábon Szlovéniába tartottak, de Luburić erre nem volt tekintettel.

### A szarajevói vérengzés

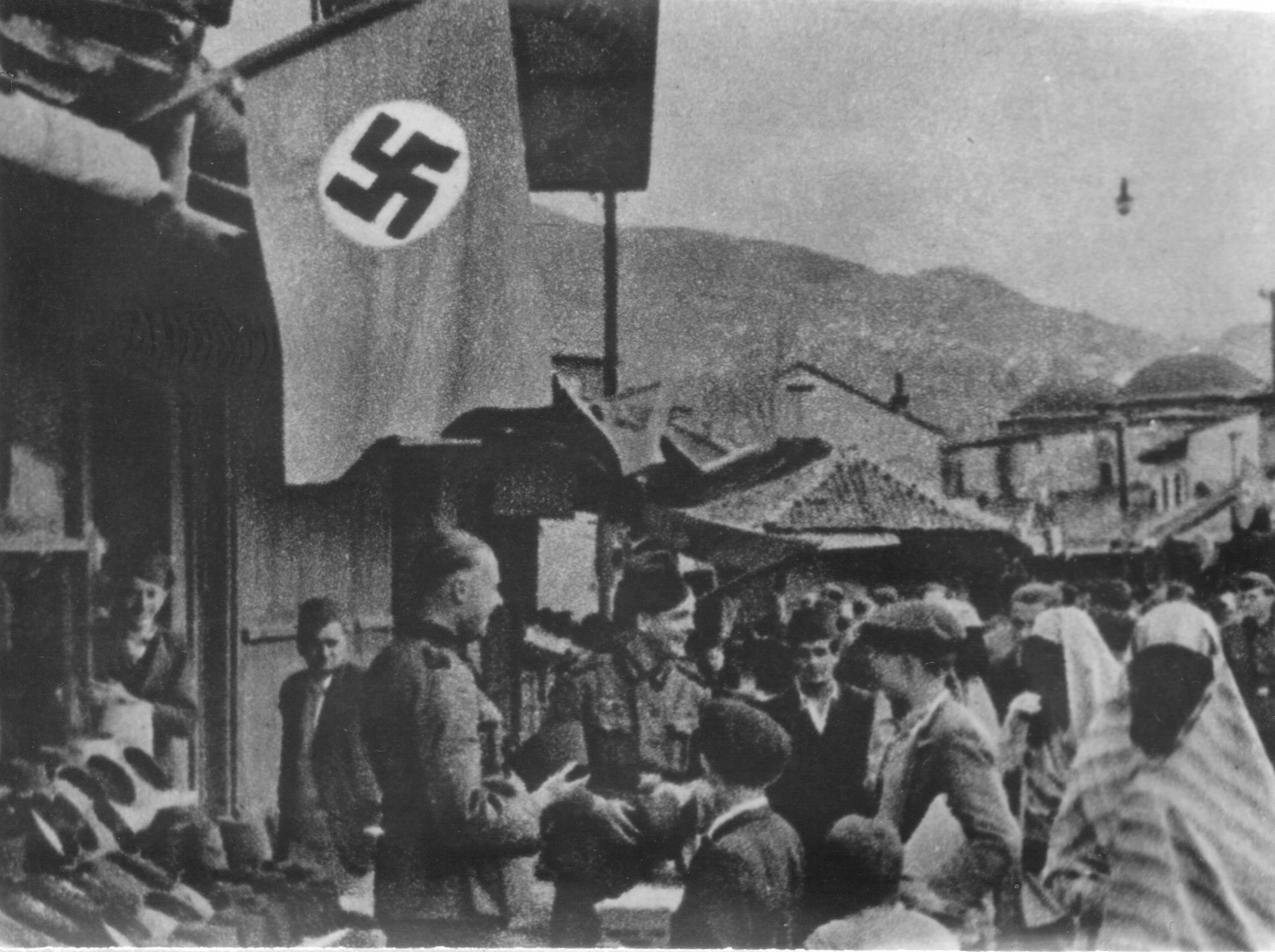
A németek által megszállt Szarajevó

1945 elején Pavelić elküldte Luburićot Szarajevóba, hogy leverjék az ottani kommunista földalatti mozgalmat. Luburić február 15-én érkezett a városba. Öt nappal később Hitler Festungnak (azaz „erőd”nek) nyilvánította Szarajevót, és ragaszkodott ahhoz, hogy mindenáron megvédjék. Hitler még a partizánok támadása előtt Heinz Kathner tábornokot bízta meg a város védelmének megszervezésével. Február 24-én Kathner bankettet szervezett Luburić tiszteletére. A banketten Luburić bejelentette, hogy meg akarja semmisíteni a kommunista ellenállást Szarajevóban. Luburić hamarosan kilenc usztasa tisztet nevezett ki egy különleges munkacsoportba, amelyet az ismert és feltételezett kommunisták kivégzésére szervezett. Főhadiszállása egy szarajevói belvárosi villában volt, amelyet a város lakói a „terror házaként” ismertek meg.
Március 1-jén a partizánok megindították a szarajevói hadműveletet, amelynek célja a város elfoglalása volt a németektől és az usztasáktól. Március elejére Szarajevót körülzárták és elzárták az NDH többi részétől. Luburić rögtön ítélő bíróságot hozott létre, amelyet ő maga büntetőbíróságának nevezett el, amelynek feladata az volt, hogy az állítólagos hazaárulás eseteivel foglalkozzon. Az első csoport, amelyet a bíróság elé állítottak, egy 17 fős mostari muszlim menekült csoport volt. A hónap folyamán több tucat feltételezett kommunistát végeztek ki. A letartóztatások és az azt követő kivégzések riasztóan önkényesek voltak, ami csak fokozta a szarajevóiak félelmét. A túlélők szerint a Luburić ügynökei által leggyakrabban alkalmazott kínzási módszer az volt, hogy a foglyok kezét a hátuk mögé kötözték, a kezüket a lábuk közé húzták, egy rudat helyeztek a térdük közé, fejjel lefelé felakasztották, majd megverték őket. Ezeket a kínzásokat, amelyeket usztasa eufemisztikusan kihallgatásnak nevezett, általában a fogoly kivégzése vagy koncentrációs táborba deportálása követte. Luburić állítólag akkor érezte elemében magát, amikor áldozatai családtagjait meghívta a villába, majd részletesen leírta, hogyan kínozták meg és ölték meg szeretteiket. A gyilkosságok előrehaladtával néhány szarajevói óvóhelyre ment, mert bár a várost hetek óta nem bombázták, féltette az életét.

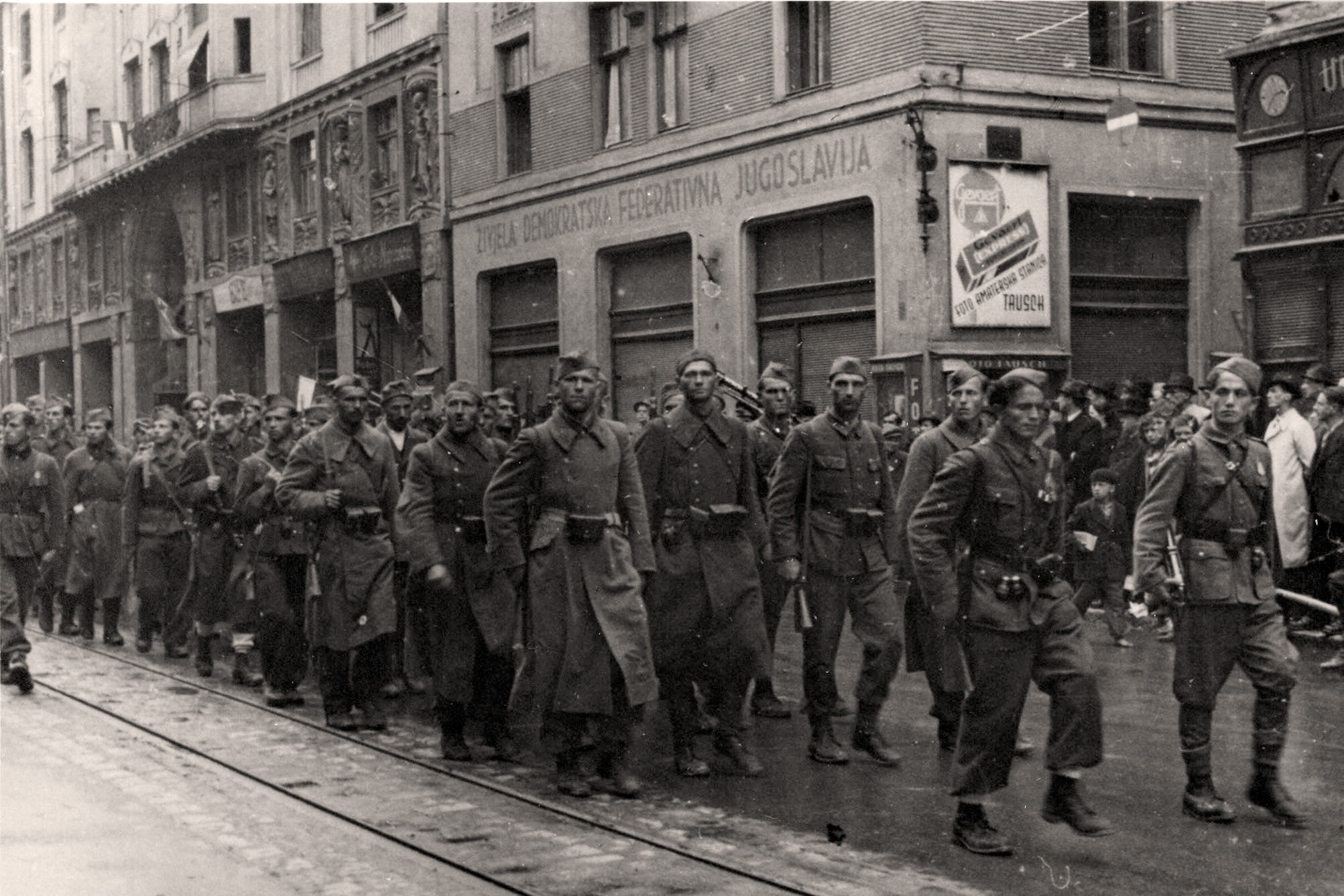
A partizánok bevonulnak Szarajevóba

Március 16-án Luburić több mint ezer usztasa politikai és katonai személyiséget hívott össze, és magas rangú német tisztviselők jelenlétében nyilatkozatot adott ki, amelyben elítélte a bolsevizmust, a jaltai konferenciát és az új belgrádi kommunista kormányt. Március 21-én az usztasák felfedtek egy Luburić meggyilkolására irányuló összeesküvést. Leendő bérgyilkosa egy Halid Nazečić nevű kommunista fiatal volt, akit egyik bűntársa elárult. Ezt követően négy usztasa halt meg a városban partizántámadásokban. Március 27-ről 28-ra virradó éjszaka az usztasák Szarajevó Marindvor negyedében ötvenöt szarajevóit akasztottak fel fákra és utcai lámpákra. A nyakukba az „Éljen a Poglavnik!” feliratú táblát helyezték. Testüket otthagyták, hogy példaként szolgáljanak másoknak. Azokra, akik megpróbálták visszaszerezni a holttesteket, rálőttek. Április 4-én Luburić és kísérete elhagyta Szarajevót. Körülbelül 350 usztasa rendőr és 400 katona maradt a város védelmében. Luburić rémuralma Szarajevóban a háború utáni háborús bűnökkel foglalkozó bizottság szerint 323 emberéletet követelt. Több száz embert pedig koncentrációs táborokba deportáltak. A partizánok április 6-án bevonultak Szarajevóba, és bejelentették felszabadulását. A város elfoglalása egybeesett a tengelyhatalmak jugoszláviai inváziójának negyedik évfordulójával. A Luburić villájának hátsó udvarából származó holttestek exhumálását egy szovjet forgatócsoport dokumentálta. A holttestek nagy része gyerekeké volt. Luburić bűntetteinek másik tanúja volt Landrum Bolling amerikai újságíró volt, aki felidézte, hogy egy szobányi holttestet látott „egymásra rakott farönkként”. Sok holttesten a kínzás és megcsonkítás jelei mutatkoztak. A holttestek között volt Halid Nazečićé is, akinek megcsonkították a fejét, kivájták a szemeit, és forrásban lévő vízzel megégették a nemi szervét.

### Az NDH bukása
Szarajevó elhagyásakor Luburić felszállt egy Zágrábba tartó gépre, mely a borongaji  repülőtér bombáktól felszaggatott kifutóján próbált leszállni. Luburić fejsérülést szenvedett, ezért kórházba kellett szállítani. Miközben lábadozott, Pavelić meglátogatta Luburićot, és beosztottját elfáradtnak és kiábrándultnak találta. Azzal vádolta a németeket, hogy elárulták Horvátországot. Nem sokkal ezután Luburićot tábornokká léptették elő. Április elején Luburić elrendelte, hogy Jasenovac még megmaradt foglyait öljék meg, elrendelte továbbá a tábor működésére vonatkozó dokumentumok megsemmisítését, a környező tömegsírok holttesteinek exhumálását és elhamvasztását. Több olyan személyt, akik Luburić háborús tevékenységére vonatkozó terhelő információval rendelkeztek, mint például Koppel Gestapo-ügynököt, az ő utasítására ölték meg. Április végén Luburić jóváhagyta Lorković és Vokić, valamint a Lorković–Vokić összeesküvésben érintettek kivégzését.
A partizánok közeledtével Luburić azt javasolta, hogy az usztasák a végsőkig maradjanak Zágrábban, de Pavelić ezt visszautasította. Az usztasák megosztottak voltak a tekintetben, hogy mit tegyenek. Néhányan a lehető leggyorsabb visszavonulást javasolták Ausztria felé. Mások, köztük Luburić, olyan irreguláris alakulatok létrehozását szorgalmazták a vidéken, amelyek az NDH megszűnése után gerillatámadásokat hajtanának végre. Május elején Luburić találkozott Alojzije Stepinac zágrábi érsekkel, aki arra kérte, hogy ne fejtsen ki fegyveres ellenállást a partizánokkal szemben. Május 5-én az NDH kormánya elhagyta Zágrábot, majd Pavelić is elmenekült. Az NDH május 15-re teljesen összeomlott. Usztasák tízezrei adták meg magukat a brit hadseregnek, de azok visszaadták őket a partizánoknak. Több ezer szerb és szlovén kollaboránssal együtt számtalan ember halt meg a partizánok megtorlása során elkövetett gyilkosságokban.
Néhány usztasa, akiket „keresztesként” (križari)  említettek, Jugoszláviában maradt, és gerillatámadásokat hajtott végre a kommunisták ellen. Köztük volt a Luburić vezette harcosok egy kis csoportja is, amely Dél-Szlovénia és Észak-Szlavónia erdeiben maradt, és az újonnan megalakult Jugoszláv Néphadsereggel (szerb-horvátul: Jugoslovenska narodna armija; JNA) csaptak össze. Luburić úgy kerülte el az elfogást és a valószínű kivégzést, hogy egy elhunyt katona holtteste mellé helyezte az azonosító papírjait. Luburić Matkovićon és Moškovon keresztül levelet küldött az Ausztriába szökött Pavelićnek, amelyben jelezte, hogy folytatni akarja a harcot. Luburić háború utáni Jugoszláviában folytatott tevékenységéről ezután három különböző beszámoló létezik. Az egyik szerint Luburić ezután délnek indult a Bilo-hegység felé, ahol Branko Bačić vezetésével találkozott egy több mint ötvenfős „keresztes” csoporttal. Nyugat felé vették az irányt, és a Tarcal-hegységben bázist hoztak létre. 1945 novemberében Luburić és körülbelül egy tucat keresztes átlépte a magyar-jugoszláv határt, és megszökött Jugoszláviából. A második verzió szerint Luburićot a JNA-val vívott lövöldözésben megsebesítették, és Rafael Boban tábornok vitte át Magyarországra, aki később visszatért Jugoszláviába, és soha többé nem hallottak róla. A harmadik verzió, amelyet maga Luburić támogat az, hogy Luburić a keresztesekkel harcolt egészen 1947 végéig, amikor is súlyosan megsebesült, és kénytelen volt elhagyni az országot.
Luburić féltestvére Nada és férje, Dinko Šakić Argentínába szöktek. Luburić megmaradt rokonai közül néhány nem volt ilyen szerencsés. Milošt a jugoszláv hatóságok 1947 júliusában fogták el több keresztessel együtt, miután visszalopóztak az országba. Ezt követően bíróság elé állították a háború alatt elkövetett atrocitások miatt. A tárgyalás során részletesen bevallotta a Jasenovacban történt gyilkosságokban játszott szerepét. Minden vádpontban bűnösnek találták, és 1948-ban kivégezték.

## A késői évek

### A száműzetésben
1949-ben Luburić Spanyolországban telepedett le. Az országot sok usztasa száműzött tekintette kedvező úticélnak, mivel a tengelyhatalmakon kívül ez volt az egyetlen ország, amely elismerte az NDH-t. Luburić Maximilian Soldo álnéven lépett be Spanyolországba. Érkezése után a spanyol hatóságok bebörtönözték, de nem sokkal ezután szabadon engedték. Agustín Muñoz Grandes, a Kék Hadosztály korábbi parancsnokának támogatásával sikerült letelepednie az országban, Benigànimban.
Pavelić időközben családjával Buenos Airesben telepedett le, és építőipari vállalkozásba kezdett. Ő lett a dél-amerikai horvát emigráns közösség nem hivatalos vezetője. Pavelić száműzetése a távoli Argentínába gyakorlatilag egyre több horvát emigráns szemében irrelevánssá tette őt, különösen Európában. A nyílt lázadással szembesülve 1950 júliusában Pavelić Rómába küldte Luburićot, figyelmeztetésül mindenkinek, aki meg akarja támadni tekintélyét a nyugat-európai horvát emigráns közösségekben. Luburić háborús tetteire tekintettel, félelmetes hírnévvel érkezett – írja Guy Walters történész. Augusztusban Pavelić nyilatkozatot adott ki egy chicagói székhelyű horvát diaszpóra újságban, amelyben óva intette a horvátokat attól, hogy csatlakozzanak külföldi hadseregekhez. Noha a feltételezések szerint Luburić nem ölte meg Pavelić politikai ellenfelét, a háború utáni időszakban nevének puszta említése drasztikusan csökkentette a Pavelić-ellenes frakció létszámát az emigránsok körében. Amikor a Pavelić elleni elégedetlenség alábbhagyott, Luburić visszatért Spanyolországba. 1951-ben megjelent Hamburgban, és a Pavelić-párti frakció számára toborzóközpontot hozott létre. Ugyanebben az évben Drina néven újságot alapított. 1953 novemberében Luburić feleségül vett egy Isabela Hernaiz nevű spanyol nőt. A párnak négy gyermeke született, két fiú és két lány.

### Szakítás Pavelićcsal
1955-ben Pavelić megbeszéléseket kezdett csetnik emigránsokkal Jugoszlávia összeomlása esetén Bosznia-Hercegovina jövőbeni felosztásáról Nagy-Horvátország és Nagy-Szerbia között. Luburić ezen feldühödött. Írásában amellett érvelt, hogy Horvátországnak, hasonlóan az NDH-hoz, a Drina folyóig kell terjednie, de magában kell foglalnia Szerbia területeit is, például a Szandzsákot, amely soha nem volt a háborús bábállam része. Luburić hevesen elítélte Pavelićet és híveit. Nem sokkal ezután megalapította a Drina Baráti Társaságot (horvátul Društvo Prijatelja Drina) és a Horvát Nemzeti Ellenállást (horvátul: Hrvatski narodni odhor; HNO). 1956 júniusában Pavelić megalapította a rivális szervezetet, a Horvát Felszabadítási Mozgalmat (horvátul: Hrvatski oslobodilački pokret; HOP)
1957-ben Luburić felesége névtelen levelet kapott, amelyben részletezték férje háborús atrocitásait, nagy hangsúlyt fektetve a gyerekek meggyilkolásában játszott szerepére. Nem sokkal ezután beadta a válókeresetet. A válási eljárás során Luburić megkapta a házaspár gyermekeinek közös felügyeleti jogát, valamint otthonuk birtoklását. Ugyanebben az évben eladta otthonát, és a Valencia melletti Carcaixent városába költözött, ahol baromfitelepet nyitott. A gazdaság gyorsan megszűnt, és Luburić hamarosan utazó árus lett. Carcaixentbe költözésekor megalapította a Drina Presst, egy magánkiadót, amely otthonában működött. Luburić szomszédai, akik Vicente Pérez García néven ismerték őt, láthatóan nem voltak tisztában háborús múltjával. Cikkeket írt Drinjanin tábornok és Bojnik Dizdar (Dizdar ezredes) álnéven. Írásaiban Luburić elismerte, hogy elkövetett bizonyos hibákat a háború alatt, de háborús bűneit soha nem ismerte el, és nem fejezte ki megbánását a neki tulajdonított atrocitások miatt. Támogatta a „nemzeti megbékélést” az usztasapárti és a kommunistapárti horvátok között. Luburić azt is állította, hogy felvette a kapcsolatot a Szovjetunió hírszerző szolgálataival. Amellett érvelt, hogy Jugoszlávia felbomlása esetén Horvátországnak semleges állammá kellene válnia, amit egyes antikommunista horvát emigráns körökben különösen rosszul fogadtak.
1957. április 10-én, amikor visszatért az NDH Buenos Aires-i szervezete megalakulásának évfordulója alkalmából rendezett ünnepi összejövetelről, Pavelićet jugoszláv titkosszolgálat (szerbhorvátul: Uprava državne bezpodestvo; UDBA) ügynökei egy merényletben súlyosan megsebesítették. Pavelić 1959 decemberében Madridban halt meg a sebei okozta szövődményekben. A két férfi kölcsönös haragja miatt Luburićot eltiltották a temetésen való részvételtől. Pavelić halála után Luburić a horvát fegyveres erők utolsó parancsnokaként betöltött szerepére hivatkozva sikertelenül kísérelte meg átvenni az irányítást a HOP felett. Miután a HOP felső vezetése visszautasította, Luburić egyre militaristább lett, több európai országban neousztasa kiképzőtáborokat hozott létre, és cikkeket publikált a katonai taktikáról és a gerillatechnikáról. 1963-ban megalapította az Obrana (Védelem) nevű lapot.

## Halála
1969. április 21-én reggel Luburić tizenéves fia otthona egyik hálószobájában fedezte fel apja véres holttestét. Luburićot előző nap megölték. A padlón lévő vérfoltok arra utaltak, hogy a lábánál fogva kirángatták a konyhából, és durván bedugták az ágy alá. Egy tompa eszközzel többször is megütötték a fején. A boncolás megállapította, hogy a fejét ért ütések nem voltak végzetesek, Luburić a saját vérétől fulladt meg. Luburićot Madridban temették el. Temetésén több száz horvát nacionalista vett részt usztasa egyenruhában, akik fasiszta tisztelgés közepette usztasa jelszavakat skandáltak. Luburić halála a Drina és az Obrana végét jelentette.
Luburić meggyilkolása abban az időben történt, amikor az UDBA vezető horvát nacionalista személyiségek ellen követett el merényleteket Európa-szerte, így a gyanú elkerülhetetlenül rájuk terelődött. 1967-ben Luburić keresztfiát, Ilija Stanićot alkalmazta kiadójánál. Stanić apja, Vinko a háború alatt Luburić mellett szolgált. A jugoszláv hatóságok elfogták, és fogságban halt meg. Stanić, aki Luburić otthonában élt és dolgozott, közvetlenül Luburić halála után visszatért Jugoszláviába. A titkosításból feloldott jugoszláv titkosszolgálati dokumentumok azt mutatják, hogy Stanić Mongoose álnéven UDBA-ügynök volt. Az 1969. májusi kihallgatásáról készült jegyzőkönyv szerint Stanić elmondta tartótisztjeinek, hogy először mérget tett Luburić kávéjába, amelyet egy másik UDBA-ügynök adott neki. Miután a méreg nem ölte meg Luburićot, Stanić pánikba esett, és a szobájába ment, hogy kalapácsot vegyen magához. Amikor visszatért a konyhába, Luburić panaszkodott, hogy nem érzi jól magát. Amikor Luburić hányni ment a mosdóba, Stanić többször megütötte a fején. Luburić mozdulatlanul a padlóra esett. Stanić ezután kiment a konyhából, hogy megbizonyosodjon arról, hogy a bejárati ajtó zárva van. Amikor visszatért, látta, hogy Luburić a mosdó fölött áll, összegörnyedve a fájdalomtól. Stanić még egyszer a fejbe ütötte, és betörte a koponyáját. Ezután Luburić holttestét takarókba csavarta, és az egyik közeli hálószobába hurcolta. Stanić azt állította, hogy kezdetben el akarta rejteni a holttestet a nyomdában, de Luburić túl nehéz volt. A hálószobába lépve Stanić az ágy alá rejtette a holttestet, és nyugodtan elhagyta a házat.
2009 júliusában a Globus horvát hetilapnak adott interjújában Stanić megváltoztatta történetét, és azt állította, hogy Luburićot két HOP-tag ölte meg. Stanić sérelmezett egy lekicsinylő megjegyzést, amelyet Luburić állítólag Stanić apjáról és háború utáni gerillatevékenységéről tett, és azt állítja, hogy megkereste a két férfit, akik biztosították arról, hogy csupán verést akarnak végrehajtani. Azon a napon, amikor Luburićot meggyilkolták, Stanić azt állította, hogy beengedte a férfiakat Luburić otthonába, és ők ketten ölték meg Luburićot egyetlen, egy nehéz fémrúddal a fejére mért ütéssel. 2012-ben Stanić még egyszer megváltoztatta történetét, ezúttal két különböző férfit vádolt meg Luburić meggyilkolásával.

## Öröksége

### Hatása a horvát nacionalizmusra
Luburić halála után a HNO vezetése több közeli munkatársához került, végül Észak-Amerika, Ausztrália, Svédország és Argentína rivális vezetéseire szakadt. A HNO argentin frakciójának vezetését Luburić sógorára, Dinko Šakićra bízták. 1971 áprilisában a HNO két ügynöke belépett a stockholmi jugoszláv nagykövetségre, és megölték Jugoszlávia svédországi nagykövetét, Vladimir Rolovićot. A két férfit letartóztatták, de a következő évben szabadon engedték, miután horvát nacionalisták egy csoportja eltérített egy svéd belföldi járatot, és követelte szabadon bocsátását. Rolović egyik gyilkosa, Miro Barešić a börtönben megkeresztelkedett, és Luburić tiszteletére felvette a Vjekoslav keresztnevet. A HNO fénykorában több ezer taggal büszkélkedhetett. A nevezetes tagok között szerepelt többek között Zvonko Bušić, Gojko Šušak és Mladen Naletilić. Bušić 1976 szeptemberében tervezte meg a TWA 355-ös járatának eltérítését, Šušak 1991-ben lett Horvátország védelmi minisztere, Naletilićot pedig a volt Jugoszláviával foglalkozó Nemzetközi Törvényszék (ICTY) ítélte el a boszniai háború alatt bosnyák civilek ellen elkövetett háborús bűnök miatt 20 évre.
A horvát függetlenségi háború idején a horvát hadsereg tisztikarában Luburić iránti nyílt csodálatot lehetett tapasztalni. Ante Luburić (nem rokona Vjekoslav Luburićnak), aki magas rangú tisztként szolgált a vukovári csata idején, harctéri elszántsága miatt társaitól a Maks becenevet kapta. Luburić „úgy tűnt, hogy igyekezett megfelelni becenevének” – írta Robert Fox újságíró. 1992 elején Mirko Norac tábornok, amikor Franjo Tuđman horvát elnök utasítására felmentették tisztségéből csodálatát fejezte ki Luburić iránt. – „Bassza meg az összes horvát tábornokot Tuđmannal az élen – jegyezte meg Norac. „Az egyetlen tábornok számomra… Maks Luburić.” Luburićra hivatkoznak a Jasenovac i Gradiška Stara  című horvát nacionalista dal kezdősorai is: „Jasenovac i Gradiška Starato je kuća Maksovih mesara” (Jasenovac és Ógradiska Maks mészárosainak háza).
Darko Hudelist újságíró és Tuđman életrajzírója Luburićot Tito és Tuđman mellett a háború utáni időszak három legjelentősebb horvát politikai személyiségének tartja. Hudelist azzal érvel, hogy Tuđmanra hatással voltak Luburić írásai, amelyek a horvát diaszpórát alkotó, ideológiailag eltérő csoportok egyesítését szorgalmazták. Ez elnöksége alatt Tuđman Horvát Demokratikus Közösségének kulcsfontosságú politikai prioritásává vált. Ivo Goldstein történész egyetért Hudelist hipotézisével, és azt feltételezi, hogy Luburićot befolyásolta Francisco Franco a köztársaságiak és a nacionalisták közötti megbékélésre való felhívása a spanyol polgárháború után. Hudelist hipotézisét megkérdőjelezte Ivan Bekavac újságíró, aki azzal vádolja Hudelist, hogy megpróbálta fasisztapárti megvilágításba helyezni Tuđmant.
2017-ben szórólapok jelentek meg Szarajevó Dobrinja negyedében, amelyek Luburić beszédének kivonatait tartalmazták. 2018 júliusában a kormányzó Spanyol Szocialista Munkáspárt törvényjavaslatot nyújtott be a fasiszta személyiségek emlékének ápolása ellen. A törvény elfogadása esetén a spanyol hatóságok eltávolíthatják Pavelić és Luburić sírját azzal az indokkal, hogy az újfasiszták zarándokhelyévé váltak, és kevésbé feltűnő helyekre vagy Boszniába helyezhetik át őket. 2018. szeptember 29-én Vlado Vladić történész rendezvényt tartott egy spliti római katolikus kolostorban Hrvatski vitez Vjekoslav Maks Luburić (A horvát lovag Vjekoslav Maks Luburić) című könyvének népszerűsítése érdekében. Az eseményt a horvát baloldal elítélte, Vladićot Luburić dicsőítésével, a katolikus egyházat pedig a történelmi revizionizmus elősegítésével vádolták meg. A jelenlévők között volt Dario Kordić is, aki a boszniai háború idején a Herceg-Boszniai Horvát Köztársaság alelnökeként szolgált. Kordićot később a Lašva-völgyi etnikai tisztogatásban játszott szerepe miatt az ICTY bűnösnek találta háborús és emberiesség elleni bűncselekményekben, és 25 év börtönre ítélték.

### Epilógus
A korabeli német beszámolók körülbelül 350 000-re teszik az usztasák által megölt szerbek számát. Az Egyesült Államok Holokauszt Emlékmúzeuma szerint 320-340 ezer szerbet öltek meg az usztasák a háború során. A legtöbb mai történész egyetért abban, hogy az Usztasa több mint 300 000 szerbet, vagyis az NDH-ban élő szerbek 17 százalékát ölte meg. A nürnbergi perben ezeket a gyilkosságokat népirtásnak minősítették. Az usztasák 26 000 zsidó és 20 000 roma haláláért is felelősek voltak. Emily Greble történész becslése szerint körülbelül 200 000 háborús haláleset írható Luburić rovására. Luburić a háború alatt azzal dicsekedett, hogy az usztasák több szerbet öltek meg Jasenovacon, „mint amennyi embert az Oszmán Birodalom képes volt elpusztítani Európa megszállása alatt”. Délkelet-Európát illetően szerinte körülbelül 225 000 szerbet öltek meg Jasenovacon. A Jasenovaci Emlékhely által összeállított, hiányos áldozatlistán 83 145 személy neve szerepel, köztük 47 627 szerb, 16 173 roma és 13 116 zsidó. A legtöbb történész ma egyetért abban, hogy körülbelül 100 000 embert öltek meg Jasenovacban.

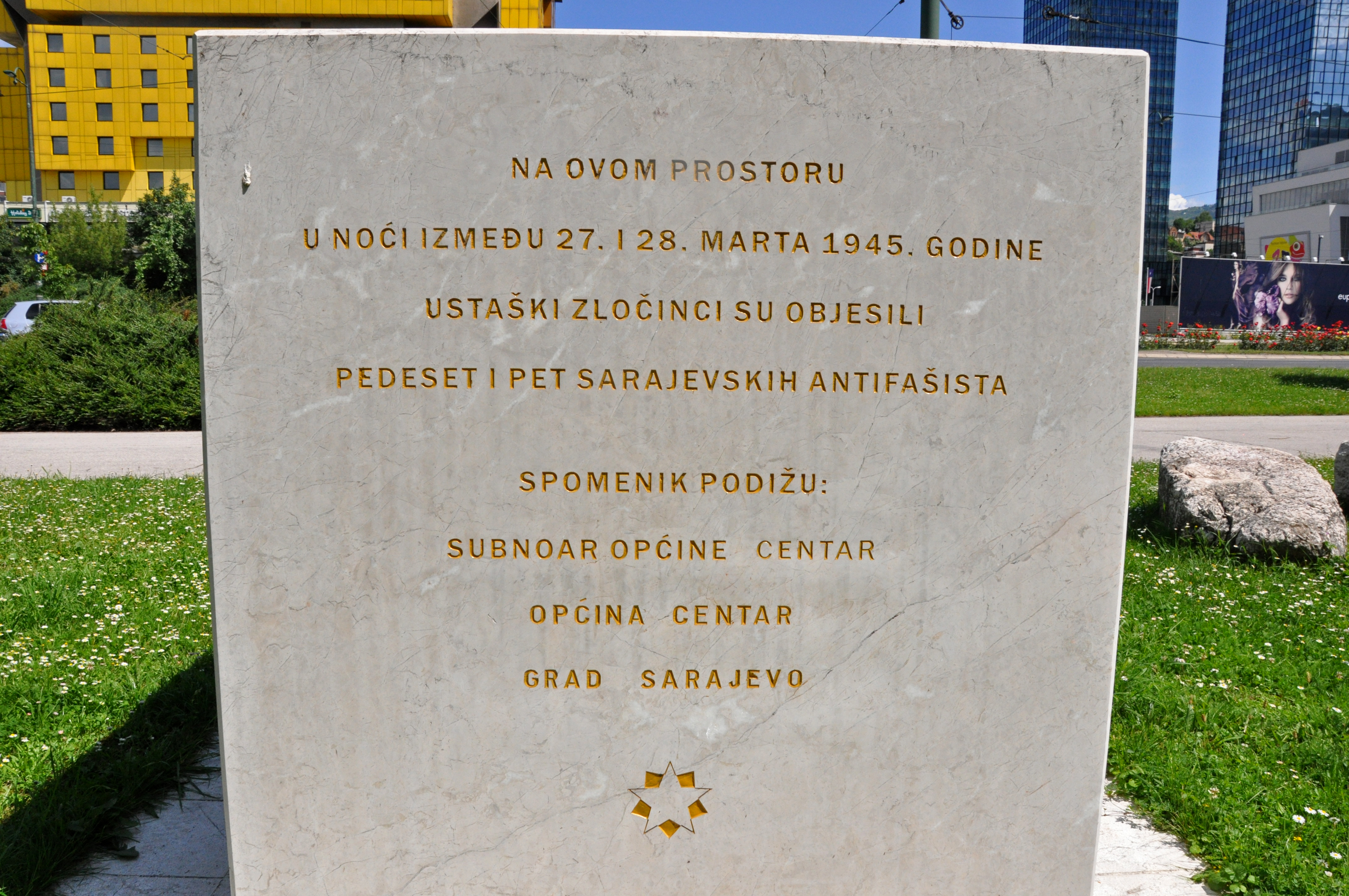
A Luburić által 1945. március 27-28-án kivégeztetett 55 szarajevói polgár emlékműve

Šakićot 1998-ban tartóztatták le Argentínában. A következő évben kiadták Horvátországnak, hogy háborús és emberiesség elleni bűnökkel vádolják meg. Šakićot minden vádpontban bűnösnek találták, és húsz év börtönbüntetésre ítélték. 2008 júliusában halt meg. Luburić féltestvérét, Nadát férjével egy időben tartóztatták le, de bizonyítékok hiányában szabadon engedték. 2011 februárjában halt meg. 2011 júliusában a szerb kormány elfogatóparancsot adott ki ellene, nyilvánvalóan nem tudott arról, hogy abban az évben már meghalt. Amikor a szerb hatóságok értesültek a haláláról, visszavonták az elfogatóparancsot. Šakić sógorát „humánusnak” és „a zsidók védelmezőjének” állította be. Luburić több kortársa, valamint számos tudós ettől merőben eltérő értékelést adott. Arthur Häffner, az Abwehr tisztje Luburićot Pavelić egyik „legvadabb vérebének” minősítette. A tudományos irodalomban Luburićot gyakran szadistaként írják le. A holokausztkutató, Uki Goñi „vérszomjas őrültként” jellemzi őt. Walters azt írja: „A Poglavnik gengszterei közül Luburić volt a legrosszabb.” Jozo Tomasevich, a Balkánra szakosodott történész úgy írja le Luburićot, mint az Usztasa mozgalom egyik „legbrutálisabb és legvérszomjasabb” tagját. Carmichael Luburićot „a második világháború egyik leghírhedtebb háborús bűnösének” nevezi. Ladislaus Hory és Martin Broszat történészek Luburićot „az egyik legrettegettebb és leggyűlöltebb” usztasa vezetőként írják le.

## Fordítás
Ez a szócikk részben vagy egészben  a   Vjekoslav Luburić című angol Wikipédia-szócikk ezen változatának fordításán alapul.  Az eredeti cikk szerkesztőit annak laptörténete sorolja fel. Ez a jelzés csupán a megfogalmazás eredetét és a szerzői jogokat jelzi, nem szolgál a cikkben szereplő információk forrásmegjelöléseként.